# Окрошка из кошки

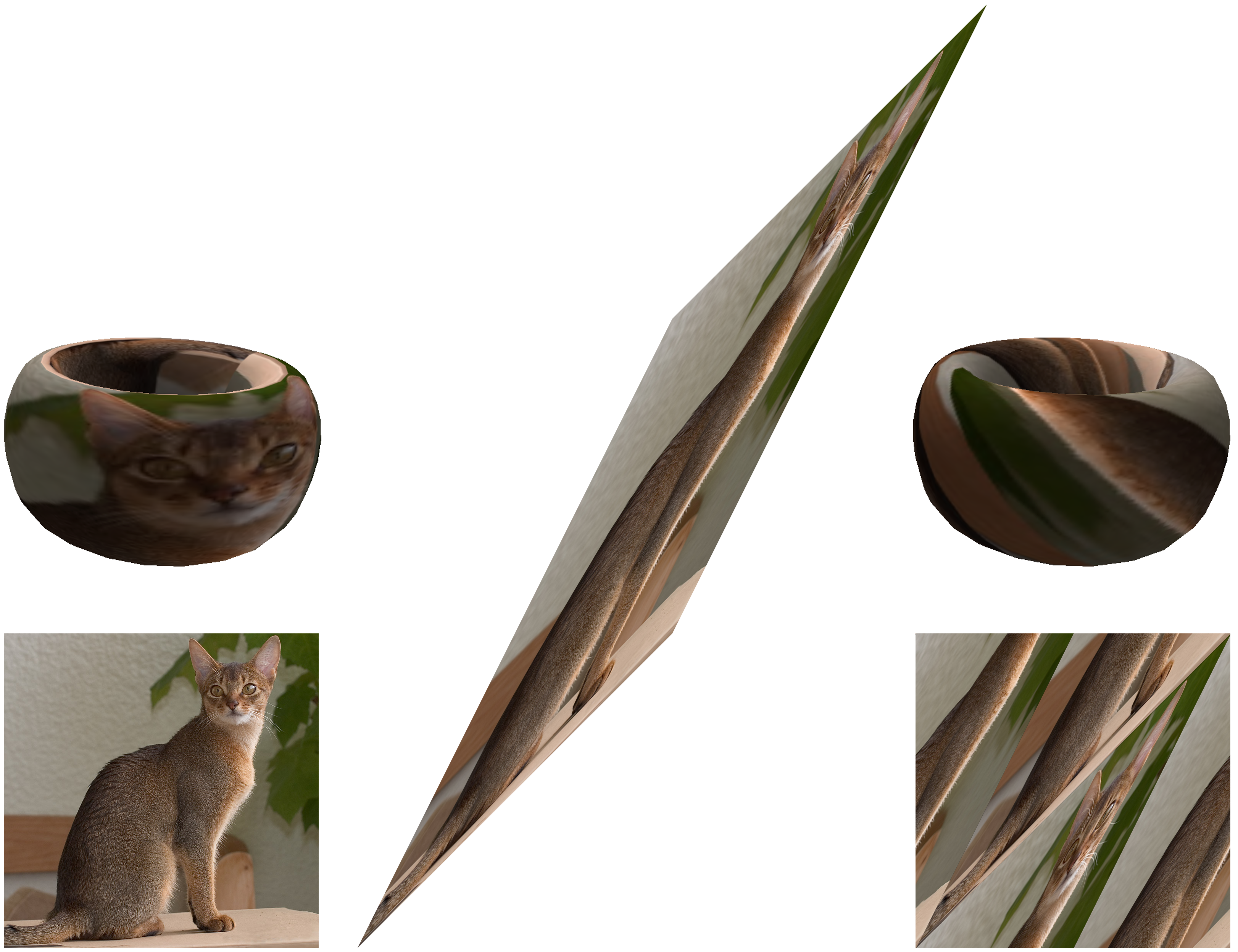
Аппроксимация изображения из книги Арнольда и Аве, не защищённая авторским правом

Окрошка из кошки (фр. chat d'Arnold) — примечательное отображение из двумерного тора в себя.
Представим тор как единичный квадрат со склеенными противоположными сторонами. Тогда отображение окрошки из кошки задаётся как {\displaystyle \Gamma \colon (x,y)\mapsto \left(\{x+y\},\{x+2y\}\right)}, где фигурные скобки обозначают дробную часть. Это отображение обратимо и сохраняет площадь фигур, но не длины отрезков.
Название «окрошка из кошки» связано с его перемешивающими свойствами: какое бы измеримое множество на торе («кошку») мы ни выбрали, под действием всё новых и новых итераций этого автоморфизма оно будет равномерно «размазываться». Говоря формально, для всякого измеримого подмножества  лебеговой меры {\displaystyle m} (считая меру всего тора единичной) и всякого открытого подмножества {\displaystyle U} мера пересечения {\displaystyle \Gamma ^{k}(}{\displaystyle )\cap U} будет стремиться к {\displaystyle m\mu (U)} (где {\displaystyle \mu (U)} — лебегова мера {\displaystyle U}) при стремлении {\displaystyle k} к бесконечности. В монографии В. И. Арнольда и А. Аве Problèmes ergodiques de la mécanique classique силуэт кошачьей головы использовался для иллюстрации этого отображения, хотя во французском языке игра слов теряется. Из-за этого это отображение в других языках известно как «отображение кота Арнольда» (фр. chat d'Arnold, англ. Arnold's cat map), что сам В. И. Арнольд считал некоторым курьёзом. Изображение в оригинальной книге сопровождено иронической сноской, гласящей:

Общество защиты животных дало дозволение на воспроизведение этого изображения, а равно и иных.
Оригинальный текст (фр.)La S.P.A. a donné son autorisation pour la reproduction de cette figure, comme bien d'autres.

Вместо автоморфизма тора с тем же успехом можно говорить об автоморфизме его универсального накрытия (то есть евклидовой плоскости) с тем свойством, что {\displaystyle f(x+n,y+m)=f(x,y)+(n',m')} для произвольной точки {\displaystyle (x,y)} и целочисленных точек {\displaystyle (n,m)} и {\displaystyle (n',m')}. Соответствующее преобразование плоскости для окрошки из кошки — это линейное преобразование, задаваемое матрицей {\displaystyle {\begin{pmatrix}1&1\\1&2\end{pmatrix}}} (или какой-то другой подобной в зависимости от выбора координат). Определитель этой матрицы равен 1, так что задаваемое ею преобразование обратимо и сохраняет площадь. Кроме того, эта матрица симметрична, так что задаваемое ею преобразование диагонализуемо 
с собственными числами {\displaystyle {\frac {3+{\sqrt {5}}}{2}}} и {\displaystyle {\frac {3-{\sqrt {5}}}{2}}}. Поскольку определитель этой матрицы равен 1, её орбиты — гиперболы {\displaystyle uv=\mathrm {const} }, где {\displaystyle u,v} — координаты в базисе из собственных векторов. Каждая из этих гипербол (а также их асимптоты) при проекции на тор переходят во всюду плотные кривые.

## Свойства окрошки из кошки

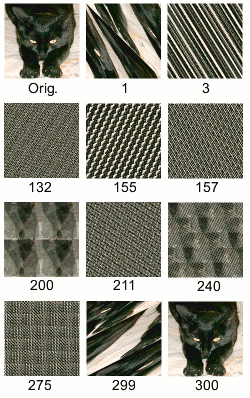
Окрошка из кошки на рациональных точках: изображение размером 150×150 пикселей размещено на торе так, что пикселю соответствует точка. После трёхсот итераций все эти точки переходят в себя. В то же время, на других точках все итерации будут действовать хаотично

- Отображение {\displaystyle \Gamma } является эргодичным, аносовским и структурно устойчивым.
- Тор может быть разрезан на пять прямоугольников со сторонами, параллельными собственным направлениям окрошки из кошки. Если записать, с какой вероятностью окрошка из кошки переводит точку из {\displaystyle i}-того прямоугольника в {\displaystyle j}-тый, получится марковский процесс. Это может быть использовано при доказательстве перемешивающих свойств этого отображения. Вообще это кодирование сохраняет все свойства окрошки из кошки как динамической системы: так, всякой точке тора {\displaystyle x} соответствует её судьба — бесконечная в обе стороны последовательность цифр от 1 до 5, указывающих, в какой прямоугольник попадают точки {\displaystyle \dots ,\Gamma ^{-1}x,x,\Gamma x,\Gamma ^{2}x,\dots }. Зафиксировать несколько значений будущего точки — всё равно что зафиксировать некий вертикальный пояс, в который она попадает; зафиксировать несколько значений прошлого — всё равно что зафиксировать горизонтальный пояс. Отсюда в частности видно, что для окрошки из кошки будущее не зависит от прошлого.[4]
- Периодические точки окрошки из кошки плотны: точка имеет периодическую орбиту (возможно, с некоторым предпериодом) тогда и только тогда, когда её координаты рациональны. Точка со знаменателем, делящим {\displaystyle N}, не может иметь периода, большего чем {\displaystyle 3N}. В остальном зависимость периода от знаменателя чрезвычайно нерегулярна. Отображение окрошки из кошки на рациональных точках, в особенности с ограниченным знаменателем, часто называется «дискретной окрошкой из кошки».
- Количество точек с периодом {\displaystyle n} равняется в точности {\displaystyle \left|\left({\frac {3+{\sqrt {5}}}{2}}\right)^{n}+\left({\frac {3-{\sqrt {5}}}{2}}\right)^{n}-2\right|}. Первые числа в этой последовательности таковы: 1, 5, 16, 45, 121, 320, 841, 2205, 5776, 15125, 39601, 103680, 271441, 710645, 1860496, 4870845, 12752041, 33385280, 87403801, 228826125, 599074576, 1568397605, 4106118241, 10749957120, 28143753121, 73681302245.[5]

## Применения окрошки из кошки
- В брошюре «Цепные дроби» В. И. Арнольд пытался дать геометрическое доказательство теоремы Лагранжа, утверждающей, что вещественное число имеет периодическое разложение в цепную дробь (возможно, с некоторым предпериодом) тогда и только тогда, когда это число есть квадратичная иррациональность. Его подход использовал окрошку из кошки. Для исследования введённых им «многомерных цепных дробей» он рассматривал аналогичные отображения торов большей размерности, например, автоморфизм трёхмерного тора, заданный матрицей {\displaystyle {\begin{pmatrix}3&2&1\\2&2&1\\1&1&1\end{pmatrix}}}. С его помощью его ученикам Цушиаши и Коркиной удалось найти некий аналог теоремы Лагранжа для кубических иррациональностей.[3] Соотношение между вещественной многомерной окрошкой из кошки и комплексной геометрией поверхностей Инуэ, также связанной с кубическими иррациональностями, остаётся туманным.
- Отображение, аналогичное окрошке из кошки, может быть определено и для комплексных торов. По двумерному комплексному тору может быть построена куммерова K3-поверхность; в этом случае окрошка из кошки задаёт отображение K3-поверхности. Теорема Канты и Дюпона утверждает, что всякая K3-поверхность с автоморфизмом, мера максимальной энтропии которого абсолютно непрерывна по мере Лебега, является куммеровой (то есть получается из тора; на этом торе автоморфизм будет действовать схожим образом с окрошкой из кошки).[6]